# Spilosoma abdominalis
Spilosoma abdominalis är en fjärilsart som beskrevs av Moore 1859. Spilosoma abdominalis ingår i släktet Spilosoma och familjen björnspinnare. Inga underarter finns listade i Catalogue of Life.